# Personal firewall

Windows Firewall

Un personal firewall (o firewall personale) è un programma installato su un comune personal computer (PC) che controlla le comunicazioni in entrata e in uscita dal PC stesso, permettendo o vietando alcuni tipi di comunicazione in base a regole o policy di sicurezza preimpostate dall'utente in fase di configurazione.

## Descrizione

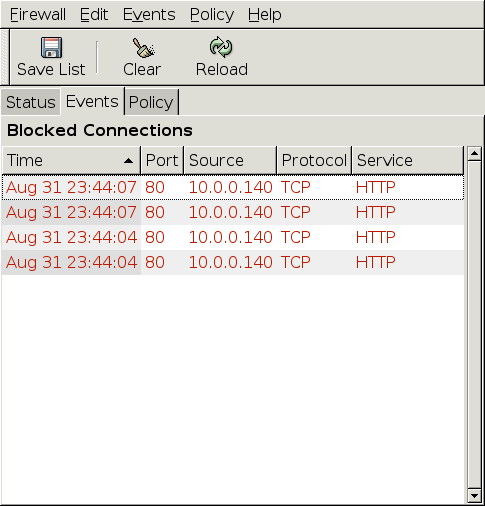
Firestarter

### Confronto con ifirewallveri e propri
Il personal firewall si differenzia dai firewall veri e propri in quanto non esiste una distinzione tra l'hardware sul quale è in esecuzione il programma che controlla il flusso dei dati e le normali applicazioni dell'utente. Questo implica che il personal firewall protegge esclusivamente il PC sul quale è installato. Tuttavia, altri PC possono usufruire della protezione fornita dal personal firewall se si connettono a Internet tramite il PC che ne fa uso.
Un'altra differenza è che il personal firewall può anche interagire con l'utente del PC chiedendo conferma di alcune azioni potenzialmente pericolose, come ad esempio permettere o impedire a un particolare programma di connettersi a Internet. 
Questo tipo di software può anche fornire strumenti per individuare eventuali tentativi di intrusione nel proprio PC, bloccando la connettività se vi è il sospetto che un tale tentativo è in corso.

### Problemi e punti deboli
- Per semplici utenti privati, disattivare tutti i servizi di rete non necessari e mantenere aggiornato il sistema è considerato sufficiente per proteggere il sistema contro quasi tutte le minacce esterne.
- Dato che è installato sul sistema che protegge, un attacco al personal firewall compromette l'intero sistema, e viceversa, un attacco al sistema compromette anche il personal firewall:
  - Invece di ridurre il numero di servizi di rete, un personal firewall è un ulteriore servizio di rete che si aggiunge al sistema, che consuma risorse e può anche essere obbiettivo di attacchi, come ha dimostrato il worm «Witty».
  - Una volta che il sistema è stato compromesso da programmi pericolosi, come malware o spyware, questi programmi possono manipolare anche il funzionamento del firewall, in quanto esso è eseguito sullo stesso sistema. In passato, esperti di sicurezza hanno trovato numerosi modi per aggirare o disattivare del tutto le funzionalità dei firewall.
- A volte può capitare che un firewall avverta un utente di un possibile pericolo, quando in realtà, la situazione in esame non presenta pericoli reali (falso allarme). In questi casi un utente inesperto potrebbe impedire una connessione utile al funzionamento del proprio PC.

### Implementazioni
- Windows XP Service Pack 2 ha un personal firewall integrato, chiamato Windows Firewall. Sebbene considerato preferibile all'assenza completa di un programma firewall, il firewall di Window XP non offre protezione per connessioni dall'interno verso l'esterno; questo permette a software maligno, come spyware e malware, di creare le connessioni di cui necessitano per eseguire le loro operazioni dannose. A partire dal sistema operativo Microsoft Windows Vista, il firewall in Windows risolve questo problema mettendo a disposizione degli utenti un personal firewall capace di bloccare anche il traffico verso l'esterno.
- Linux è dotato di un firewall integrato molto potente, denominato iptables.

## Organizzazioni che forniscono test
Queste organizzazioni pubblicano test comparativi tra i più diffusi e conosciuti personal firewall.
Alcune consentono di verificare il livello protezione che il software installato fornisce al sistema.
- Matousec, su matousec.com.
- Shields Up della GRC.